# 법무 (무용)
법무(法舞) 또는 불교무용(佛敎舞踊)은 불교 의식에 쓰이는 모든 무용을 뜻하는데, 그 중에서 흔히 알려진 것으로 법고무(法鼓舞)·바라무·나비춤 등이 있고, 불교에서 기원하여 속화(俗化)된 승무(僧舞)가 있다.

## 법고무
법고문(法鼓舞)은 절에서 영산재(靈山齋)와 같은 의식에 쓰이는 불교무용의 하나이다. 큰 법고를 세우고 장삼을 입고 양손에 북채를 들고 북굴레와 북통을 치면서 춘다. 법고무는 속화하여 승무·구고무(九鼓舞)에 영향을 주었다. 절에서 추는 원형은 반주음악이 없고, 속화된 것은 반염불(도드리)·굿거리와 같은 것을 쓴다. 북가락은 자진모리가 주로 쓰인다.

## 바라무
절에서 영산재와 같은 의식에 추는 불교무용의 하나이다. 고깔을 쓰고 장삼을 입고 양손에 바리를 들고 치면서 춤을 춘다. 절에서 추는 원형은 타악기만의 반주로 타령 비슷한 장단을 쓴다. 속화된 것은 반염불굿거리 타령이 쓰인다.

## 나비춤
절에서 영산재와 같은 의식에 추는 불교무용의 하나이다. 큰 고깔을 쓰고 나비처럼 긴 소매가 달린 누런 장삼을 입고 양손에 연화지(蓮花枝)를 들고 춘다.

## 승무
승무(僧舞)는 불교무용에 영향을 받은 민속무용의 하나이다. 절에서 추는 법고무 및 탈춤에서 노장춤(老丈舞)과 같은 무용과 관련이 있다. 고깔을 쓰고 장삼을 입고 가사를 두르고 도드리·굿거리·타령장단의 반주로 춤을 추다가 북을 치는데, 북가락은 속화된 법고무와 같이 자진모리로 친다. 무용 음악은 반염불·굿거리·허튼타령이다.